# Кюдзюцу
Кюдзюцу (яп. 弓術, «искусство лука») — японское военное искусство владения луком (юми). Практиковалось самураями в феодальной Японии. Хотя самураи более известны своим фехтованием катаной (кэндзюцу), на протяжении значительной части японской истории кюдзюцу считалось более важным навыком. В течение большей части периода Камакура и до периода Муромати (1185—1568) лук был символом профессионального воина, и образ жизни воина называли «путь коня и лука» (яп. 弓馬の道 кю:ба но мити).

## Развитие и практикование
Одной из самых ранних официальных школ кюдзюцу с преподавание научного подхода к стрельбе из лука была Огасавара-рю, основанная в XIV веке. Практиковалась стрельба из лука во время езды на лошади на полном скаку (ябусамэ).
Лук (юми) имеет асимметричную форму и очень большие размеры. Его длина более двух метров, но в отличие от других луков, рукоять делит лук не пополам, а в пропорции один (низ) к двум (верх). Луки были сделаны из сочетания дерева и бамбука. Существовало много различных наконечников стрел для различных применений. В обучение входило стрельба одной тысячи стрел в день, а также ритуализированные техники, сфокусированные на различных этапах стрельбы и психологическом настрое, необходимом для каждого из них. Кроме того, многие специализированные тактики были разработаны для полков лучников.

## Упадок и современная практика
В 1543 в Японии появилась фитильная аркебуза, а вскоре Японии начали производить свои собственные версии (танэгасима) и внимание к мастерству кюдзюцу постепенно начало снижаться, так как танэгасима и яри (копье) стали главным оружием. Кюдзюцу в конце концов превратилась в современное кюдо (яп. 弓道 кю:до), которое всё еще практикуется сегодня.